# Clásico RCN 1962
La 2.ª edición del Clásico RCN (también conocido como: Doble a Riosucio - Clásico RCN) fue una carrera de ciclismo en ruta por etapas que se celebró entre el 31 de marzo y el 1 de abril de 1962, con inicio y final en la ciudad de Medellín, Colombia. El recorrido constó de un total de 2 etapas sobre una distancia total de 312 km.
La carrera se corrió como parte de los "chequeos" de la Liga de Ciclismo de Antioquia para la escoger su selección para participar en la Vuelta a Colombia y fue ganada por el ciclista caldense Rubén Darío Gómez del equipo de Pereira, completado su segunda victoria en la clasificación general del esta carrera. El podio lo completaron, los ciclistas Roberto Buitrago del equipo de Cundinamarca y Martín Emilio Rodríguez del equipo de Antioquia.

## Etapas
| Etapa     | Fecha       | Recorrido           | Distancia (km) | Ganador                 | Líder             |
| --------- | ----------- | ------------------- | -------------- | ----------------------- | ----------------- |
| 1.ª etapa | 31 de marzo | Medellín – Riosucio | 156            | Rubén Darío Gómez       | Rubén Darío Gómez |
| 2.ª etapa | 1 de abril  | Riosucio – Medellín | 156            | Martín Emilio Rodríguez | Rubén Darío Gómez |

## Clasificaciones finales
Las clasificaciones finalizaron de la siguiente forma:

### Clasificación general
| Clasificación general |                         |              |                  |
| Ciclista              | Ciclista                | Equipo       | Tiempo           |
| --------------------- | ----------------------- | ------------ | ---------------- |
| 1.º                   | Rubén Darío Gómez       | Pereira      | 11 h 23 min 07 s |
| 2.º                   | Roberto Buitrago        | Cundinamarca | + 3 min 51 s     |
| 3.º                   | Martín Emilio Rodríguez | Antioquia    | + 11 min 29 s    |
| 4.º                   | Alberto Muñoz           | Antioquia    | + 20 min 32 s    |
| 5.º                   | Soel Medina             | Antioquia    | + 24 min 16 s    |
| 6.º                   | José Lubín Maya         | Antioquia    | + 30 min 47 s    |
| 7.º                   | Germán Saldarriaga      | Antioquia    | + 31 min 30 s    |
| 8.º                   | Hernán Herrón           | Antioquia    | + 32 min 57 s    |
| 9.º                   | Jairo González          | Antioquia    | + 43 min 08 s    |
| 10.º                  | Gabriel Halaixt         | Antioquia    | + 48 min 42 s    |